# Station West Runton
West Runton is een spoorwegstation van National Rail in West Runton, North Norfolk in Engeland. Het station is eigendom van Network Rail en wordt beheerd door Greater Anglia. Het station is geopend in 1887.